# Pamela Bileck
Pamela Jean Bileck (Pittsburgh, 1 de dezembro de 1968) é uma ex-ginasta estadunidense, que competiu em provas de ginástica artística.
Bileck, apelidada Pammy desde criança, começou na ginástica aos oito anos no West Valley Gymnastics, lugar que formmou a ginasta Amy Chow. Mais tarde, mudou-se para a Califórnia, onde continuou seus treinamentos. Como maior resultado da carreira, arquiva uma medalha de prata olímpica, conquistada na prova por equipes, nos Jogos de Los Angeles, em 1984. Ao lado da vencedora do individual geral e compatriota Mary Lou Retton, as norte-americanas foram superadas apenas pelas romenas lideradas por Ecaterina Szabó. Em 2006, fora introduzida no Hall da Fama Estadunidense dos ginastas.